# Agnes Born
Agnes Born (* 17. Mai 1995 in Mo i Rana, Rana) ist eine norwegische Schauspielerin, Jazz-Sängerin und ein Model.

## Leben
Born wurde am 17. Mai 1995 in Mo i Rana als Tochter des norwegischen Fotografen Ketil Born geboren. Ihre Mutter ist im Theaterwesen tätig. Ab ihrem 14. Lebensjahr begann sie mit Jazzmusik. Über ihre Mutter erhielt sie erste Kontakte mit dem Bühnenschauspiel. 2017 gab sie in der norwegischen Fernsehserie Monster ihr Fernsehschauspieldebüt. In allen sieben Episoden stellte sie die größere Rolle der Jani van Gebert dar. Die Serie wurde unter anderem am 29. Oktober 2017 auf dem niederländischen Leiden International Film Festival gezeigt. In Deutschland erfuhr die Serie ihre Free-TV-Premiere am 28. Oktober 2019 auf Sat.1 emotions. Ab Januar 2021 wurde die Serie erstmals auf Channel 4 ausgestrahlt. Im 2020 erschienenen Kurzfilm Just a Thought war sie Hauptdarstellerin, Regisseurin und Drehbuchautorin. Ab Sommer 2021 begann sie eine dreijährige Schauspielausbildung in Kopenhagen. Im selben Jahr wirkte sie in der Rolle der Vereena in einer Episode des Netflix Originals The Witcher mit. 2023 mimte sie die Rolle der Astrid im Film The Last Kingdom: Seven Kings Must Die.
Als Theaterschauspielerin war sie in einem von Henrik Ibsen geschriebenen Stück unter der Regie von Hilda Hellwig im Nordland Teater zu sehen.

## Filmografie (Auswahl)
- 2017: Monster (Fernsehserie, 7 Episoden)
- 2020: Just a Thought (Kurzfilm; auch Drehbuch und Regie)
- 2021: The Witcher (Fernsehserie, Episode 2x01)
- 2023: The Last Kingdom: Seven Kings Must Die